# Елизавета Йоркская, герцогиня Саффолк
Елизаве́та Йо́ркская, герцоги́ня Са́ффолк (англ. Elizabeth of York; 22 апреля 1444 — после января 1503) — дочь Ричарда Плантагенета, герцога Йоркского, и леди Сесилии Невилл; сестра английских королей Эдуарда IV и Ричарда III.

## Биография
Елизавета Йоркская родилась 22 апреля 1444 года в Руане и была шестым ребёнком и третьей дочерью Ричарда Плантагенета, герцога Йоркского, и леди Сесилии Невилл. В период до февраля 1458 года Елизавета вышла замуж за Джона де Ла Поля, герцога Саффолка, старшего сына Уильяма де Ла Поля, герцога Саффолка, и Алисы Чосер.
Её свёкор был основной движущей силой правления Генриха VI в период с 1447 по 1450 год. Три года его фактического правления показали почти полную потерю английских владений на севере Франции в ходе Столетней войны. Саффолк не смог избежать падения. Он был заключён в Тауэр и лишён всех прав. Муж Елизаветы, Джон, не получил в наследство никаких титулов, когда его отец был казнён.
Старший брат Елизаветы, Эдуард IV, восстановил Джона де Ла Поля в титуле герцога Саффолка в 1463 году. Елизавета именовалась герцогиней Саффолк вплоть до смерти мужа в 1491/1492 годах.
Елизавета пережила мужа более чем на десять лет. Последние данные о том, что она жива, датированы январём 1503 года; вместе с тем, уже в мае 1504 года появились данные, что Елизавета умерла. Реальная дата её смерти приходится на период между этими двумя датами.

## Дети
В браке с Джоном де Ла Полем у Елизаветы родилось 11 детей:
- Джон де Ла Поль, граф Линкольн (1462/1464—16 июня 1487) — в марте-августе 1485 года претендовал на английский престол от дома Йорков; в конце 1470-х годов женился на Маргарет Фицалан (ум. ок. 1493), дочери Томаса Фицалана, 17-го графа Арундела, и Маргарет Вудвилл. У супругов был сын Эдуард, умерший в детстве.
- Джоффри де Ла Поль (р. 1464—ум. в детстве)
- Эдвард де Ла Поль (1466—1485) — архидиакон Ричмонда.
- Элизабет де Ла Поль (ок. 1468—1489) — была замужем за Генри Ловелом, бароном Морли (1466—1489); брак был бездетным.
- Эдмунд де Ла Поль, герцог Саффолк (1471/1472—30 апреля 1513) — после смерти брата Джона претендовал на английский престол от дома Йорков; был женат на Маргарет Скруп, дочери сэра Ричарда Скрупа. Детей не имел.
- Дороти де Ла Поль (р. 1472—ум. в детстве)
- Хамфри де Ла Поль (1474—1513) — был рукоположен.
- Анна де Ла Поль (1476—1495) — монахиня.
- Кэтрин де Ла Поль (ок. 1477—1513) — была замужем за Уильмом Стоуртоном, бароном Стоуртоном; детей не имела.
- Сэр Уильям де Ла Поль (1478—1539) — содержался в Тауэре с 39 лет и до самой смерти; был женат на Кэтрин Стоуртон, баронессе Грей из Коднора, детей не имел.
- Ричард де ла Поль (1480—24 февраля 1525) — после смерти брата Эдмунда претендовал на английский престол от дома Йорков; женат не был, имел внебрачную дочь, Маргарет де Ла Поль.